# Jérôme Eugène Coggia
Pour les articles homonymes, voir Coggia (homonymie).
Jérôme Eugène Coggia (18 février 1849 – 15 janvier 1919) est un astronome français du XIXe siècle.
Adjoint de Benjamin Valz, il travaillait à l'observatoire de Marseille et a découvert plusieurs comètes (C/1870 Q1 (Coggia), C/1874 H1 (Coggia), C/1874 Q1 (Coggia), C/1877 R1 (Coggia) et C/1890 O1 (Coggia)) et astéroïdes.
| (96) Églé      | 17 février 1868 |
| (187) Lamberta | 11 avril 1878   |
| (193) Ambrosia | 28 février 1879 |
| (217) Eudora   | 30 août 1880    |
| (444) Gyptis   | 31 mars 1899    |

## Honneur
L'astéroïde (227147) Coggiajérôme porte son nom.